# ستيف تران
ستيف تران (بالفرنسية: Steve Tran)‏
```
هو 
ممثل
 
فرنسي
، ولد في 22 أبريل 1985 في 
فرنسا
.
[
1
]
```

## وصلات خارجية
- ستيف تران على موقع IMDb (الإنجليزية)
- ستيف تران على موقع ألو سيني (الفرنسية)
- ستيف تران على موقع أول موفي (الإنجليزية)
- ستيف تران على موقع قاعدة بيانات الفيلم (الإنجليزية)
- ستيف تران على موقع كينوبويسك (الروسية)